# کلادیا پازی پاز
کلادیا پازی پاز (انگلیسی: Claudia Paz y Paz؛ زادهٔ ca. ۱۹۶۷) سیاست‌مدار اهل گواتمالا است. متخصص قضایی، محقق، قاضی دادگستری که بیش از ۱۸سال برای تقویت سیستم قضایی گواتمالا کار کرده‌است. به عنوان اولین وزیر دادگستری زن در گواتمالا از ۲۰۱۰ تا ۲۰۱۴ او تلاش‌های بی‌سابقه ای در پیروی از جرایم سازمان یافته، فساد و نقض حقوق بشر انجام داده‌است.
وی همچنین برندهٔ جوایزی همچون ۱۰۰ زن بی‌بی‌سی شده‌است.

## پیشینه
پازی پاز به خاطر پی‌گردهای قانونی‌اش از جرم و جنایت سازمان‌یافته در گواتمالا (که منجر به کاهش ۹ درصدی جرم شد) مورد ستایش قرار گرفته‌است و متعاقباً تهدیدات متعددی علیه جانش دریافت کرده‌است. او همچنین به خاطر پی‌گرد قانونی نقض حقوق بشر، از جمله پرونده‌های با طبقه اطلاعاتی بالا علیه رئیس‌جمهور سابق افراین ریوس مونت، تحت تعقیب برای نسل‌کشی در ژانویه ۲۰۱۲، و علیه مرتکبان این کشتار جمعی که در دوران دیکتاتوری ریوس مونت صورت گرفت، مورد توجه قرار گرفت. در دوره تصدی او به عنوان دادستان‌کل، «پازی پاز» دارای شهرتی است که به عنوان معتبرترین دادستان در آمریکای مرکزی از اواخر دهه ۱۹۹۰ تا کنون شناخته شده‌است. او اولین مقام مجری قانون گواتمالا است که افراد برجسته حقوق بشر را از دوران جنگ داخلی گواتمالا به پیشگاه عدالت کشانده‌است. درادامه این فعالیتها کلادیا پازی پاز سوابق قضایی بسیاری را ثبت کرده‌است. قاچاقچیان مواد مخدر در شش ماه نخست دوره او به نسبت دهه گذشته بیشتر دستگیر شده‌اند. در دوران حرفه قضایی او، ۵ نفر از ۱۰ مجرم تحت تعقیب گواتمالا، دستگیر شدند و ۱۰ بار بیشتر موارد خشونت علیه زنان و قتل پیگیری و حل شد. در مقایسه با مقامات قضایی قبلی «کلادیا پاری پاز» نجات‌دهنده گواتمالا بود. بلانکا هرناندز، یک مدافع حقوق بشر که پسرش توسط نیروهای امنیتی دستگیر شده و جزو ناپدید شدگان است، گفت: «اکنون ریوس مونت با اتهامات نسل‌کشی مواجه است. کار کلادیا باور نکردنی بوده‌است». او همچنین یکی از همکاران ارشد دفتر واشینگتن در آمریکای‌لاتین است. (ولا). «پازی پاز» نیز دریافت‌کننده جایزه بین‌المللی حقوق بشر ۲۰۱۴ است که به سازمان‌ها یا افرادی که از دیدگاه WOLA نسبت به دنیایی که در آن حقوق بشر و عدالت اجتماعی پایه سیاست عمومی هستند تعلق می‌گیرد.

## آمریکای شمالی و شناخته‌شدگی بین‌المللی

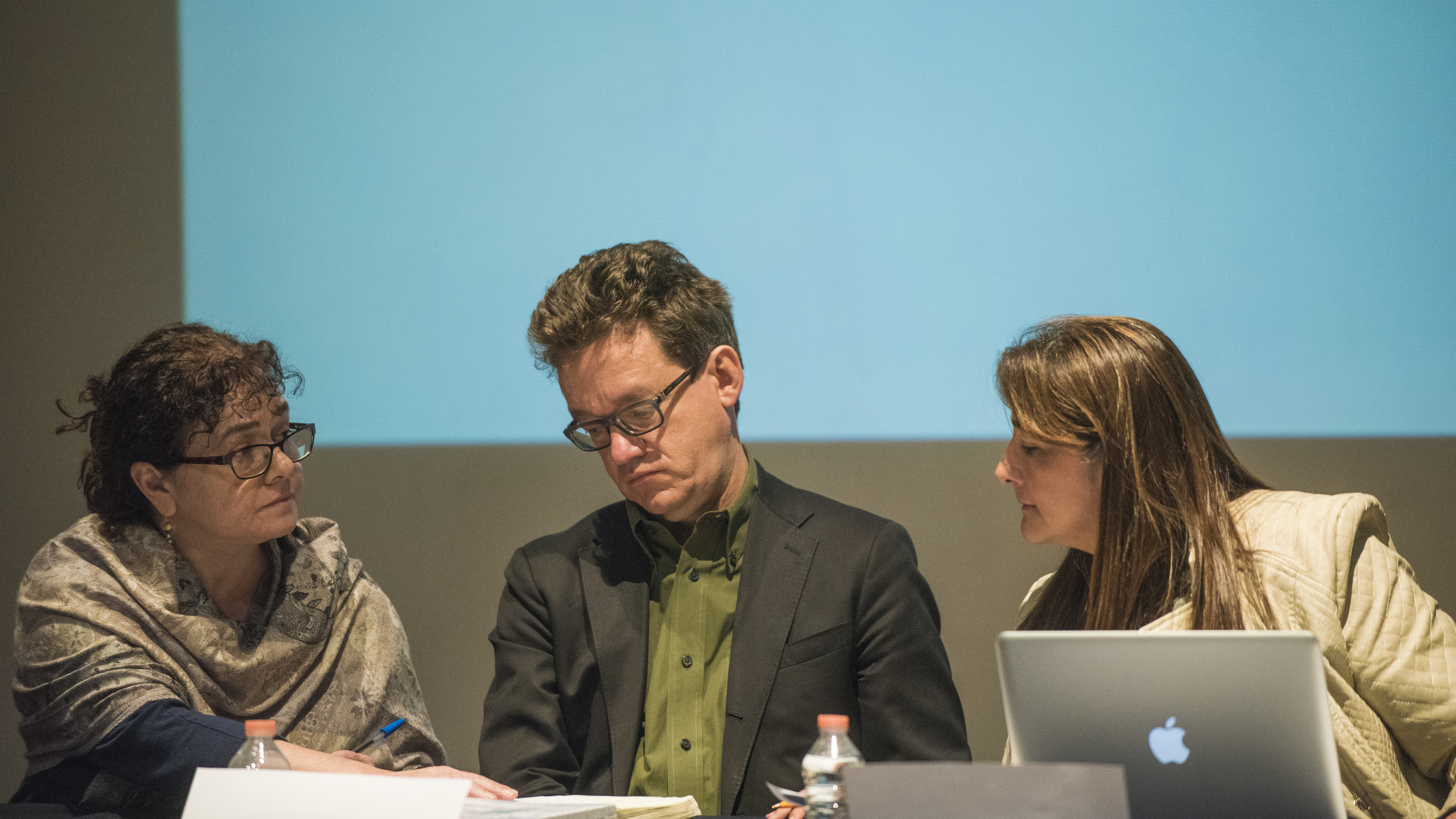
پازی پاز (چپ) همراه با آلخاندرو والنسیا از اعضای گروه جی آی ئی (وسط) و آنجلا ماریا بوتراگو (راست)

در سال ۲۰۱۲، مجله فوربس پازی پاز را به عنوان یکی از پنج زن «قدرتمندترین معرفی کرد که جهان را تغییر دادند» در سال ۲۰۱۳، به پاری پاز جایزه حقوق بشر جودیت لی استروناک اعطا شد. علاوه بر این پاری پاز به عنوان نامزد پیشرو جایزه صلح نوبل در سال ۲۰۱۳بود. این جایزه در نهایت به سازمان منع سلاح‌های شیمیایی اعطا شد.
در تاریخ ۱۵ دسامبر ۲۰۱۱، گروه بین‌المللی بحران، جایزه «در جستجوی صلح» را به کلادیا پازی پاز اعطا کرد. او یکی از چهار زنی بود که با هیلاری کلینتون، وزیر امور خارجه ایالات متحده دیدار کرد و این چهار زن به خاطر تعهدشان به ترویج جوامع صلح آمیز، حقوقی و جوامع باز در برخی مناطق آسیب دیده جهان، مورد تمجید قرار گرفتند.
در سال ۲۰۱۲، کلادیا پاز ی پاز در انجمن مطالعات آمریکای لاتین، در سالن یادبود مارتین دیسکین به ایراد سخنرانی پرداخت و به افرادی متشکل از دانشجویان محترم که با قبول تعهد به فعالیت‌های حقوق بشری پیوسته‌اند افتخار کرد.

## تحصیلات
- دکترای حقوق قضایی و حقوق بشر، دانشگاه سالامانکا
- جی.دی. دانشگاه رافائل لاندیوار
- دکترای افتخاری، دانشگاه جورج تاون